# Blautia caecimuris
Blautia caecimuris es una bacteria grampositiva del género Blautia. Fue descrita en el año 2016. Su etimología hace referencia al intestino ciego de un ratón. Es anaerobia estricta. Las células tienen forma ovalada. Temperatura de crecimiento de 37 °C. Tiene un contenido de G+C de 43%. Se ha aislado del intestino de un ratón en Alemania. 